# آرثر جورج ونايت
آرثر جورج ونايت هو عسكري كندي، ولد في 26 يونيو 1886 في Haywards Heath ‏ في المملكة المتحدة، وتوفي في 3 سبتمبر 1918 في هينديكورت ليه كاجنيكورت في فرنسا.